# Pardosa oksalai
Pardosa oksalai là một loài nhện trong họ Lycosidae.
Loài này thuộc chi Pardosa. Pardosa oksalai được Yuri M. Marusik, Heikki Hippa & Koponen miêu tả năm 1996.